# Герберт Гобайн
Герберт Гобайн (нім. Herbert Hobein, 25 грудня 1906 — 16 грудня 1991) — німецький хокеїст на траві.
Бронзовий призер Олімпійських Ігор 1928 року.